# Spherillo hiurai
Spherillo hiurai är en kräftdjursart som beskrevs av Nunomura 1991. Spherillo hiurai ingår i släktet Spherillo och familjen Armadillidae. Inga underarter finns listade i Catalogue of Life.